# Horloge à eau du pavillon Borugak

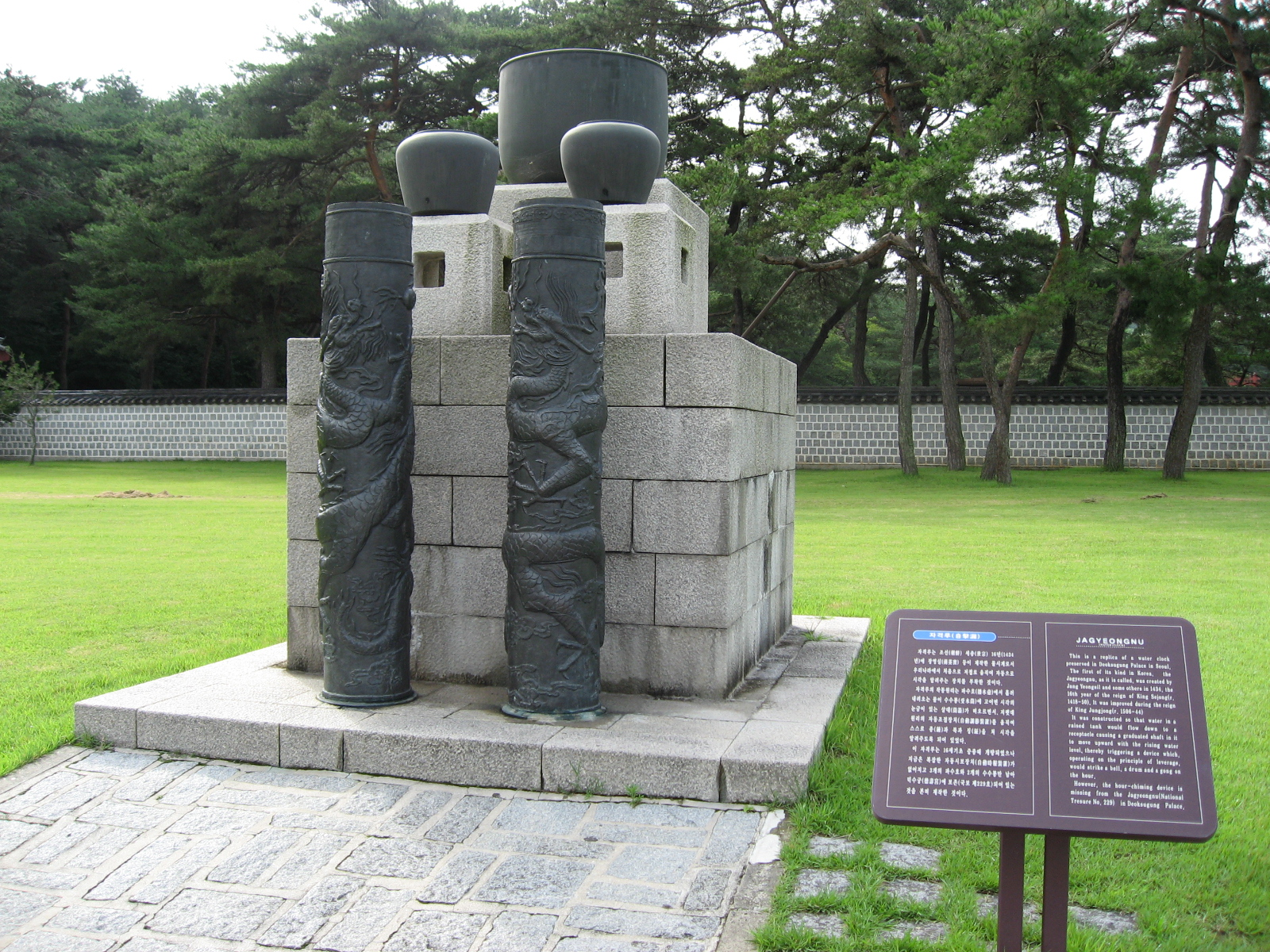
L'horloge à eau.

L'horloge à eau du pavillon Borugak est une horloge à eau de Corée. Datant de la période Joseon, elle est conservée à Séoul, en Corée du Sud.

## Nom
Le nom de l'horloge est 보루각자격루 en hangeul, 報漏閣自擊漏 en hanja, transcrit en Borugak jagyeongnu en romanisation révisée du sée et Porugak chagyŏngnu en romanisation McCune-Reischauer

## Historique
L'horloge à eau de Borugak est réalisée en 1434, pendant le règne de Sejong le Grand, par Jang Yeong-sil afin de servir de standard de temps pour la dynastie Joseon. N'étant pas suffisamment préservée, elle est reconstruite et améliorée en 1536 par Yu Jeon sur ordre du roi Jungjong.
L'horloge est conservée au musée royal de Séoul. Seuls trois bols à eau et deux conteneurs cylindriques subsistent, et l'horloge n'est plus utilisable ; les deux bases des vasques de céramiques sont toujours visibles dans le hall Myeongjeonjeon du palais Changgyeonggung.
L'horloge est classée 229e trésor national en 1985.